# Anatoli Iwanowitsch Grigorjew

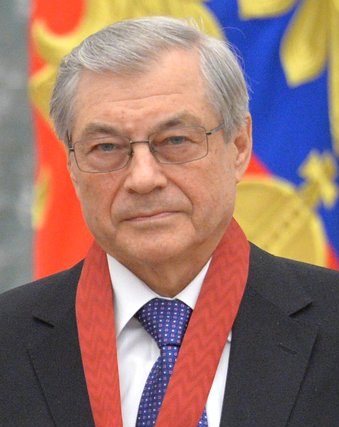
Anatoli Iwanowitsch Grigorjew (2015)

Anatoli Iwanowitsch Grigorjew (russisch Анатолий Иванович Григорьев; * 23. März 1943 in Medelewka, Rajon Radomyschl; † 11. Februar 2023) war ein sowjetischer bzw. russischer  Physiologe, Raumfahrtmediziner und Hochschullehrer.

## Leben
Grigorjew studierte am 2. Moskauer Medizinischen-Institut (Pirogow-Institut) mit Abschluss 1966. Darauf wurde er Aspirant bei Wassili Wassiljewitsch Parin im Institut für Medizinisch-Biologische Probleme (IMBP), das 1963 auf Initiative Sergei Pawlowitsch Koroljows und Mstislaw Wsewolodowitsch Keldyschs gegründet worden war. 1970 wurde er mit seiner Untersuchung der Nierenfunktionen unter Weltraumflugbedingungen zum Kandidaten der medizinischen Wissenschaften promoviert.
Grigorjew blieb im IMBP und wurde 1978 Laboratoriumsleiter. 1980 wurde er mit seiner Untersuchung des Wasser-Elektrolyt-Stoffwechsels und der Nierenfunktion während des Weltraumfluges zum Doktor der medizinischen Wissenschaften promoviert. Darauf wurde er Abteilungsleiter und 1983 Erster Vizedirektor des IMBP. 1986 folgte die Ernennung zum Professor. Zu seinen Schülern gehörte Igor Borissowitsch Uschakow.
1988 wurde Grigorjew Direktor des IMBP als Nachfolger Oleg Georgijewitsch Gasenkos und Korrespondierendes Mitglied der Akademie der Medizinischen Wissenschaften der UdSSR (seit 1992 Russische Akademie der Medizinischen Wissenschaften (RAMN)). Das zentrale Forschungsthema war das Verhalten der  menschlichen Organe während der Weltraumflüge. Als Direktor des IMBP leitete er die medizinische Betreuung der russischen Raumstation Mir und die russische medizinische Betreuung der Internationalen Raumstation ISS.
Grigorjew wurde 1990 Korrespondierendes Mitglied der Akademie der Wissenschaften (seit 1991 Russische Akademie der Wissenschaften (RAN)), 1993 Wirkliches Mitglied der RAMN und 1997 Wirkliches Mitglied der RAN. 2001 wurde er Mitglied des Präsidiums der RAN, 2002 Akademiesekretär der Abteilung der biologischen Wissenschaften (bis 2008) und 2007 Vizepräsident der RAN (bis 2017). 2004–2006 war er Vizepräsident der International Astronautical Federation.
Seit 1996 leitete Grigorjew den Lehrstuhl für Raumfahrtmedizin und Ökologische Medizin der Fakultät für fundamentale Medizin der Lomonossow-Universität Moskau (MGU).
2008 schied Grigorjew aus dem Direktorenamt aus und wurde nun Wissenschaftlicher Leiter des IMBP.

## Ehrungen, Preise
- Ehrenzeichen der Sowjetunion (1976)
- Orden des Roten Banners der Arbeit (1982)
- Banner der Arbeit der DDR (1985)
- Staatspreis der UdSSR (1989)
- Großes Goldenes Ehrenzeichen für Verdienste um die Republik Österreich (1993)
- Preis der Regierung der Russischen Föderation (1996, 2003)
- Parin-Preis der RAMN (1996, 2003)
- Orden der Freundschaft II. Klasse der Republik Kasachstan (2001)[5]
- Staatspreis der Russischen Föderation (2001),[6] (2013)
- Verdienstorden für das Vaterland IV. Klasse (2003), III. Klasse (2008), II. Klasse (2013)[7]
- Offizierskreuz der Ehrenlegion (2004)
- Triumph-Preis der nicht-staatlichen russischen Stiftung Triumph-Logowas Boris Abramowitsch Beresowskis (2006)[8]
- Demidow-Preis (2008, ungeteilt)
- Uchtomski-Preis für Neurophysiologie der RAN (2009)
- Orbeli-Preis für Evolutionsphysiologie der RAN (2013 zusammen mit Inessa Benediktowna Koslowskaja)
- Lomonossow-Preis der MGU (2013)
- Setschenow-Goldmedaille für Physiologie der RAN (2014)
- Hermann-Oberth-Medaille des Internationalen Förderkreises für Raumfahrt, Hermann Oberth – Wernher von Braun
- Purkyně-Medaille der Tschechoslowakischen Akademie der Wissenschaften
- COSPAR-Medaille des Committee on Space Research
- Ehrendoktor der Universität Lyon I
- Auswärtiges Mitglied der Nationalen Akademie der Wissenschaften der Ukraine[9]